# Grace (PZ 8)
Pour les articles homonymes, voir Grace.
Le Grace (PZ 8) est un ancien lougre de pêche de Cornouaille (en anglais, cornish lugger) reconverti à la plaisance depuis 2004.
Son port d'attache actuel est Penzance. Son immatriculation est : PZ 8, quartier maritime de Penzance.
Il est classé bateau historique par le National Historic Ships UK.

## Histoire
Ce lougre de pêche a été construit en 1906 au chantier naval de Henry Roberts dans le petit port de pêche de Mevagissey, proche de St Austell en Cornouaille. Il a été lancé sous le nom de Britannia pour le patron pêcheur Jimmy Pearce.
Il a été motorisé en 1945 et a poursuivi sa carrière de pêche
En 2003 il est racheté et prend le nom de Grace dès 2004. Il est l'un des lougres les plus anciens encore en navigation.
Il navigue essentiellement sur la côte sud de l'Angleterre et participe à des rassemblements maritimes. Il était présent pour Les Tonnerres de Brest 2012.

## Caractéristiques
Son gréement est celui d'un dundee : un grand mât avec une grand-voile à corne et un flèche et un mât de tapecul avec une voile au tiers ; un foc et une trinquette sur bout-dehors.